# 金沢セントラルカントリー倶楽部
金沢セントラルカントリー倶楽部（かなざわセントラルカントリークラブ）は、石川県金沢市にあるゴルフ場。

## 概要
1993年10月20日に開場した、真柄建設・舘設計事務所設計のゴルフ場で、18ホール、パー72、6,613ヤードが設定されている。コースレートは72.2（OUT・IN・ベント）。金沢市中心部から近く、立地条件が良好で会員数は約1450名を数え、1996年3月期には年収入高約6億2200万円を計上していた。
かつては金沢セントラルリゾート（1989年4月に設立）により運営されていたが、資金計画の狂いや長引く景気低迷から利用客数が伸び悩んだこと、さらにゴルフ場建設・用地買収等に伴う多額の投資資金が重荷となり、2002年8月には本店不動産に対して金沢地方裁判所から競売開始決定が下りていた。2003年秋には預託金償還期限を迎え、償還資金の確保が困難となるなか、動向が注目されていたが、2004年2月27日に金沢地方裁判所へ民事再生法を申請した。負債は約140億円。
その後2005年9月12日に開かれた債権者集会で、出席債権者数及び議決権総額で過半数の賛成（書面投票含む）を得て再生計画案が可決され、国際グリーン（東京都）の傘下に入ることになった。